# اعتصاب سراسری کردستان
اعتصابات سراسری کردستان یا اعتصاب بازاریان کردستان مجموعهٔ اعتصابات و اعتراضاتی بود که ۲۱ شهریور ۱۳۹۷ در اعتراض به اعدام سه شهروند کرد رامین حسین‌پناهی، زانیار مرادی، لقمان مرادی و حمله موشکی سپاه به مقر حزب دموکرات کردستان ایران در کردستان ایران آغاز شد.
در ۱۸ شهریور ۹۷، حزب حیات آزاد کردستان و مرکز همکاری احزاب کردستان ایران متشکل از حزب کومله کردستان ایران، کومله زحمتکشان کردستان، سازمان خبات کردستان ایران، حزب دموکرات کردستان ایران و حزب دموکرات کردستان؛ با انتشار بیانیه‌های مردم را به اعتصاب عمومی دعوت کرده بودند.
اعتصابات به‌طور گسترده در مناطق کردنشین همچون بانه، مهاباد، مریوان، سنندج، پاوه، جوانرود، کرمانشاه، اشنویه، سقز، بوکان، پیرانشهر، دهگلان، قروه، دیواندره، سردشت، سرپل ذهاب شکل گرفت. در بانه معترضان با نیروی امنیتی و گارد ویژه درگیر شدند.
شهرستان سقز در بین سایر شهرهای ایران بیشترین اعتصابات را داشت.
همزمان با این اعتصابات برخی از فعالان مدنی و سیاسی همچون علیرضا احمدی دهرشید، خالد حسینی، مختار زارعی، مظفر صالح نیا، آرام فتحی، سوران دانشور و مسلم بهرامی دستگیر شدند.